# لقمه‌ماهی جنکینز
لقمه‌ماهی جنکینز (نام علمی: Himantura jenkinsii) نام یک گونه از سرده لقمه‌ماهی‌های شلاقی است.